# Alberto Quintero Medina
Alberto Abdiel Quintero Medina, född 18 december 1987 i Panama City, är en panamansk fotbollsspelare som sedan 2017 spelar i Universitario. Han representerar även Panamas landslag.

## Karriär
Alberto Quintero startade sin karriär i Chorrillo där han gjorde sin debut 2006. 2008 flyttade han till Spanien, där han bland annat representerade Cartagena i Segunda División. 2011 återvände Quintero till moderklubben Chorrillo.
Efter en lyckad insats i CONCACAF Gold Cup 2013, där Panama förlorade finalen mot USA, så värvades Quintero till mexikanska BUAP. Efter en kortare tid i både Mérida och Mineros så kom Quintero tillbaka till BUAP under 2015.
24 februari 2016 blev Alberto Quintero utlånad till MLS-klubben San Jose Earthquakes.

## Meriter
Chorrillo
- Panamanska ligan: 2011 (Apertura)

Panama
- CONCACAF Gold Cup
  - Silver: 2013
  - Brons: 2015